# Корр, Том
Томас Корр (англ. Thomas Corr; род. 9 июля 1962) — ирландский боксёр, представитель средних весовых категорий. Выступал за сборные Ирландии и Северной Ирландии по боксу в первой половине 1980-х годов, бронзовый призёр чемпионата мира, обладатель бронзовой медали Игр Содружества, участник летних Олимпийских игр в Лос-Анджелесе.

## Биография
Том Корр родился 9 июля 1962 года. Проходил подготовку в боксёрском клубе города Данганнон, Северная Ирландия.
Первого серьёзного успеха на взрослом международном уровне добился в сезоне 1982 года, когда стал чемпионом страны по боксу, вошёл в основной состав ирландской национальной сборной и побывал на чемпионате мира в Мюнхене, откуда привёз награду бронзового достоинства, выигранную в первой средней весовой категории — на стадии полуфиналов был остановлен советским боксёром Александром Кошкиным. Позже в том же году представлял Северную Ирландию на Играх Содружества в Брисбене, где тоже стал бронзовым призёром — здесь в полуфинале его победил канадец Шон О’Салливан.
В 1983 году Корр вновь одержал победу на чемпионате Ирландии в первом среднем весе. Участвовал в чемпионате Европы в Варне, проиграв в четвертьфинале румыну Георге Симьону.
Благодаря череде удачных выступлений удостоился права защищать честь страны на летних Олимпийских играх 1984 года в Лос-Анджелесе — в категории до 75 кг благополучно прошёл первого соперника по турнирной сетке, тогда как во втором бою в 1/8 финала со счётом 1:4 уступил нигерийцу Джерри Окородуду.
После Олимпиады Том Корр продолжил выступать в любительском боксе, однако на международной арене больше не добивался сколько-нибудь значимых достижений. В 1987 году стал серебряным призёром чемпионата Ирландии в Дублине, проиграв в финале полутяжёлого веса Джиму О’Салливану.